# Neostygia postaurantia
Neostygia postaurantia är en fjärilsart som beskrevs av Edward P. Wiltshire 1980. Neostygia postaurantia ingår i släktet Neostygia och familjen träfjärilar. Inga underarter finns listade i Catalogue of Life.